# 하네다쿠코

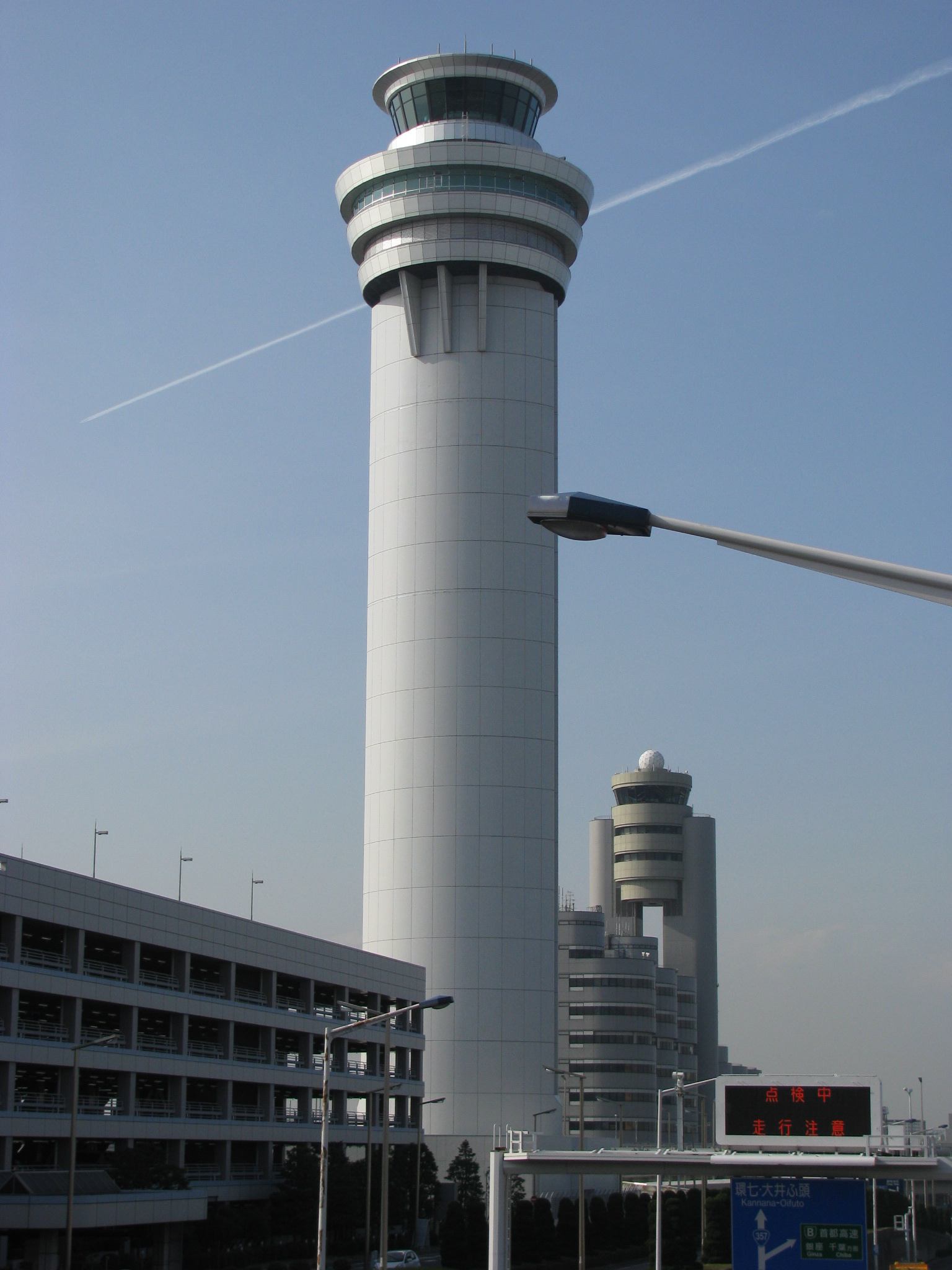

하네다쿠코(일본어: 羽田空港 はねだくうこう[*] "하네다 공항")는 일본 도쿄도 오타구의 지명으로, 인구는 0명이다. 오타 구 해안에 소재하며, 도쿄 국제 공항이 대부분을 차지한다.

## 교통
- 공항
  - 도쿄 국제 공항(하네다 공항)
- 철도
  - 게이힌 급행 전철 공항선
    - 덴쿠바시역 - 하네다 공항 국제선 터미널역 - 하네다 공항 국내선 터미널역

  - 도쿄 모노레일 하네다 공항선
    - 세이비조 역 - 덴쿠바시 역 - 하네다 공항 국제선 빌딩역 - 신세이비조 역 - 하네다 공항 제1빌딩역 - 하네다 공항 제2빌딩역
- 도로
  - 수도고속도로 완간 선
  - 수도고속도로 1호선 하네다 선
  - 국도 제131호선
  - 국도 제357호선
  - 도쿄 도도 제311호선(칸파치)